# Hoy tengo ganas de ti
"Hoy tengo ganas de ti" é uma canção gravada e composta originalmente pelo cantor espanhol Miguel Gallardo. Foi lançada como o primeiro single de seu álbum de estreia, Autorretrato (1975). O tema fala sobre um homem que confessa seus sentimentos por uma mulher que o deixou. Após seu lançamento, a faixa se tornou um sucesso comercial em território mexicano, além de ter sido a terceira mais tocada no país em 1976, vendendo 2 milhões de cópias no mesmo ano. Desde então, ela teve diversas versões covers gravadas e lançadas por outros artistas, incluindo Azúcar Moreno, Ricardo Montaner e Alejandro Fernández.
Fernández gravou a canção junto com a cantora norte-americana Christina Aguilera, e a incluiu em seu décimo quinto álbum de estúdio, Confidencias (2013). Além disso, a versão foi inclusa como tema principal da telenovela La tempestad. Comercialmente, a canção se tornou bem-sucedida no México, onde chegou a primeira posição e foi certificada como disco de diamante no país. A versão de Azúcar Moreno chegou a quinta posição da Espanha, enquanto a de Ricardo Montaner o topo da Venezuela.

## Antecedentes
Miguel Gallardo começou sua carreira na indústria da música servindo como compositor, escrevendo canções para outros artistas. Ele começou sua própria carreira como cantor em 1972 sobre o nome Eddy Gallardo. Suas primeiras canções, "Billy bom", "Jenny", "Sentimiento" e "Explosion de amor" foram lançadas como single. Um ano depois, ele mudou seu nome artístico para Miguel Gallardo e lançou diversas canções, incluindo "Quedaté", que foi inspirada no poema Farewell de Pablo Neruda, que alcançou o número um na parada musical da Espanha. Em 1975, ele gravou seu primeiro álbum de estúdio, Autorretrato, que foi lançado pela gravadora EMI Records.
A canção "Hoy tengo ganas de ti" foi selecionada e lançada como o primeiro single do disco. Liricamente, o tema fala sobre um homem que confessa seus sentimentos por uma mulher que o deixou. Após seu lançamento, se tornou a terceira mais tocada do ano no México, tendo 2 milhões de cópias vendidas em um ano. Ela ainda recebeu diversas adaptações em diversas línguas, incluindo inglês, francês, português, chinês e grego. A faixa foi inclusa nos seus álbuns de grandês êxistos, incluindo 20 Grandes exitos (1990), Mis mejores canciones: 17 super exitos (1993) e Mi vida, que foi lançado depois que ele morreu.

## Versão de Alejandro Fernández
"Hoy tengo ganas de ti" ganhou uma versão cover gravada pelo cantor mexicano Alejandro Fernández em parceria com a artista norte-americana Christina Aguilera, inclusa em seu décimo quinto álbum de estúdio, Confidencias (2013). Foi lançada em 8 de maio de 2013 através da gravadora Universal Music Latino como o primeiro single do disco e como tema principal da telenovela La tempestad. Outra versão da canção apresenta Fernández interpretando-a sozinho, que foi incluída na edição deluxe de seu álbum.
Após o seu lançamento, o tema foi recebido com aclamação da crítica especializada, onde centraram os elogios na entrega vocal de Aguilera. A obra alcançou o topo da parada musical do México, chegando ainda a quarta colocação na Espanha. O videoclipe de acompanhamento, que foi dirigido por Simon Brand, recebeu seu lançamento em 19 de julho de 2013.

### Antecedentes e desenvolvimento
Fernández anunciou pela primeira vez a sua colaboração com Aguilera em maio de 2013, no período em que ele estava "dando os últimos retoques" na produção de seu então próximo álbum, Confidencias. O disco teve sua produção completada unicamente por Phil Ramone, que trabalhou também na regravação da obra, sendo seu último trabalho feito antes de sua morte. Ao discutir sobre o projeto, Fernández comentou que "Christina tem uma voz incrível e doce, mas também muito poderosa e cheia de cura", destacando que estava "muito feliz e orgulhoso com o resultado".

### Recepção crítica
Após o seu lançamento, "Hoy tengo ganas de ti" recebeu aclamação da crítica especializada. Tom Jurek do Allmusic a descreveu como "sucesso" e incluiu-a também como uma das melhores faixas do disco Confidencias. Bradley Stern do MuuMuse comentou que o desempenho vocal de Aguilera no cover era "lendária". Perez Hilton foi positivo em relação ao seu conteúdo, destacando que "qualquer canção de Aguilera soa como um sonho, principalmente quando ela divide a faixa com outra sensação da música [...] O cover soa emocionalmente poderoso". Para o canal E!, ela se torna uma das faixas "mais românticas da história". Durante a cerimônia de 2014 do Billboard Latin Music Awards, "Hoy tengo ganas de ti" foi indicado a categoria de "Canção do Ano em Dueto", mas perdeu para "Loco", interpretada por Enrique Iglesias e Romeo Santos.

### Videoclipe

Os cantores protagonizando um encontro dentro da mansão, onde se passa grande parte do vídeo.

Um vídeo de acompanhamento para a faixa foi dirigido por Simon Brand e filmado em Los Angeles, na Califórnia, no dia 15 de maio de 2013. Dias antes de sua estreia, o diretor do vídeo disse que havia escolhido "cenas em preto e branco", sendo elas "abstratas e elegantes para capturar momentos que deixam um relacionamento cheio de paixão". Em entrevista ao canal E!, Aguilera afirmou que "gravar com Alejandro foi uma grande oportunidade", afirmando que "está sempre aberta para fazer coisas novas, principalmente para agradar seus fãs latinos". Sobre o vídeo, ela destacou que estava "muito emocionada" vendo o resultado de como tudo ficou.
O videoclipe foi lançado em 19 de julho de 2013 através do canal oficial de Alejandro pelo Vevo, no Youtube. Ele inicia-se com cenas de uma mulher, usando um vestido longo, caindo na piscina e se afogando. O vídeo passa inteiramente com a dupla de cantores dentro de uma mansão, interpretando a canção em algumas lugares da mesma, aparentemente "abandonada". Quando eles se encontram, abraçam-se e completam o seu refrão. Durante a imagem dos cantores, cenas de um casal aparecem na tela. Encerrando o vídeo, um rapaz desconhecido salva a mulher que, inicialmente, se afogava e a carrega pelos corredores da mansão.

#### Recepção
Amaris Castilloof da revista Latina resumiu que Fernández e Aguilera "parecem estar com um enorme desejo um pelo outro dentro de uma mansão abandonada". Entretanto, Castilloof forneceu ao vídeo um comentário misto, questionando que "as cenas de alguém se afogando (não temos ideia de quem seja) com muito luxo pela mansão são, no mínimo, exageradas". Escrevendo para o Idolator, Mike Wass deu uma avaliação posítiva para o vídeo, opinando que "as curvas impressionantes de Aguilera roubam o show e ela aprecia claramente o seu papel como uma sedutora na atração". Além disso, o videoclipe foi indicado a categoria de "Vídeo do Ano" na cerimônia de 2014 do Premio Lo Nuestro, mas perdeu para "Propuesta indecente" de Romeo Santos.

### Desempenho nas tabelas musicais
Após seu lançamento, a canção, imediatamente, alcançou o topo da iTunes Store de 17 países latinos, incluindo Argentina, Costa Rica, Equador, Espanha e Colômbia. Na semana de 10 de junho de 2013, "Hoy tengo ganas de ti" chegou ao primeiro lugar do Monitor Latino, parada oficial do México, onde permaneceu por quatro semanas consecutivas. Além disso, com apenas 17 dias de lançamento, a faixa já havia sido certificada como ouro pelas vendas acima de 30 mil cópias em território mexicano. Desde então, recebeu o certificado de diamante no país, através da Asociación Mexicana de Productores de Fonogramas y Videogramas (AMPROFON). No final do ano, se posicionou como a segunda mais executada do ano no México. Provou também ser um sucesso comercial na Espanha, onde estreou na quarta posição de sua parada de singles. Nos Estados Unidos, o tema chegou a quinta posição e a décima terceira nas paradas Latin Songs e Latin Pop Songs, respectivamente.
| Tabela musical (2013)                     | Melhor posição |
| ----------------------------------------- | -------------- |
| Equador (Ecuador Top 40)                  | 16             |
| Espanha (Productores de Música de España) | 4              |
| Estados Unidos (Latin Songs)              | 5              |
| Estados Unidos (Latin Pop Songs)          | 13             |
| México (Billboard Mexican Airplay)        | 3              |
| México (Monitor Latino)                   | 1              |
| República Dominicana (Pop Chart Top 20)   | 9              |

| Tabela musical (2013)            | Posição |
| -------------------------------- | ------- |
| Equador (Ecuador Top 40)         | 29      |
| Estados Unidos (Latin Songs)     | 25      |
| Estados Unidos (Latin Pop Songs) | 31      |
| México (Monitor Latino)          | 2       |

### Certificações
| País              | Certificação |
| ----------------- | ------------ |
| México (AMPROFON) | Diamante     |
| Venezuela (APFV)  | 3× Platina   |

### Histórico de lançamento
| País(es)       | Data(s)            | Formato(s)                  | Ref.   |
| -------------- | ------------------ | --------------------------- | ------ |
| Estados Unidos | 8 de maio de 2013  | CD single, download digital | [ 37 ] |
| México         | 8 de maio de 2013  | CD single, download digital | [ 37 ] |
| Espanha        | 13 de maio de 2013 | CD single, download digital | [ 38 ] |

## Outras versões
Em 1996, a dupla espanhola Azúcar Moreno gravou uma versão cover de "Hoy tengo ganas de ti" para seu sexto álbum de estúdio, Esclava de tu piel. Foi lançada como a segunda música de trabalho para a promoção do disco, tendo um videoclipe filmado em Nova Iorque. Essa versão alcançou ainda a quinta posição na Espanha. Em 2007, o artista argentino Ricardo Montaner gravou também uma nova versão para a faixa, incluindo-a em seu décimo quinto projeto, Las mejores canciones del mundo, uma coleção com diversas canções famosas regravadas por ele. Lançada como o single de avanço para sua promoção, chegou a 23ª posição na Latin Songs e a 10ª colocação na Latin Pop Songs, ambas dos Estados Unidos. Além disso, alcançou o topo da Record Report, tabela musical da Venezuela.